# Provincia de Laugar
Laugar (en persa لوگر) es una de las 34 provincias de Afganistán. Ubicada al este del país, al sudeste de Kabul y adyacente al río Logar. Su capital es Pul-i-Alam. 
La gran mayoría de la población es tayika, siendo minoría los pastunes.

## Distritos
- Baraki Barak
- Charkh
- Khushi
- Mohamad Agha
- Kharwar
- Azra
- Pul-i-Alam

- Datos: Q6667298
- Multimedia: Logar Province / Q6667298